# اتحاد تنزانيا لكرة القدم

الشعار السابق للاتحاد

تأسس اتحاد تنزانيا لكرة القدم (بالسواحلية: Shirikisho la Mpira wa Miguu Tanzania)‏ في عام 1930م وانضم إلى الإتحاد الدولي لكرة القدم في 1964م وإنضم إلى الاتحاد الأفريقي لكرة القدم في 1964م.